# Брассар, Эдмон
Роже Эдмон Брассар (фр. Eugène Edmond Brassart; 5 марта 1870, V округ Парижа — 19 августа 1900, VI округ Парижа) — французский фехтовальщик. Участник летних Олимпийских игр 1900 года.

## Биография
Эдмон Брассар родился 5 марта 1870 года во французском городе Париж.
В 1900 году вошёл в состав сборной Франции на летних Олимпийских играх в Париже. В личном турнире рапиристов-профессионалов выбыл во втором раунде по решению судей. В личном турнире шпажистов-профессионалов занял 1-е место в четвертьфинальной группе, 2-е в полуфинальной группе и 6-е в финале.
Умер 19 августа 1900 года в Париже из-за травм, полученных в результате обрушения 18 августа деревянного моста Passerelle des Invalides, возведённого к Парижской всемирной выставке, в рамках которой проходила Олимпиада. Его тело обнаружили на следующий день после происшествия. По документам его смерть зафиксирована в 01:30 19 августа, когда тело было доставлено в больницу, однако вероятно, что он скончался в день крушения. Помимо Брассара, погибли ещё три человека и 30—50 человек получили травмы.
Предположительно, по имеющимся данным, Брассар стал первым умершим участником современных Олимпийских игр.